# 拉贝利耶尔 (阿登省)
拉贝利耶尔（法語：La Berlière，法語發音：[la bɛʁljɛʁ]）是法国大東部大區阿登省的一个市镇，属于武济耶区。

## 地理
拉贝利耶尔（49°31'20"N, 4°55'11"E）面积10.54 平方千米，位于法国大東部大區阿登省，该省份为法国北部内陆省份，西接埃纳省，南至马恩省，东临默兹省，北与比利时接壤。
与拉贝利耶尔接壤的市镇（或旧市镇、城区）包括：大阿尔穆瓦斯、阿戈讷地区博蒙、拉伯萨斯、奥什、圣皮埃尔蒙、斯托讷。

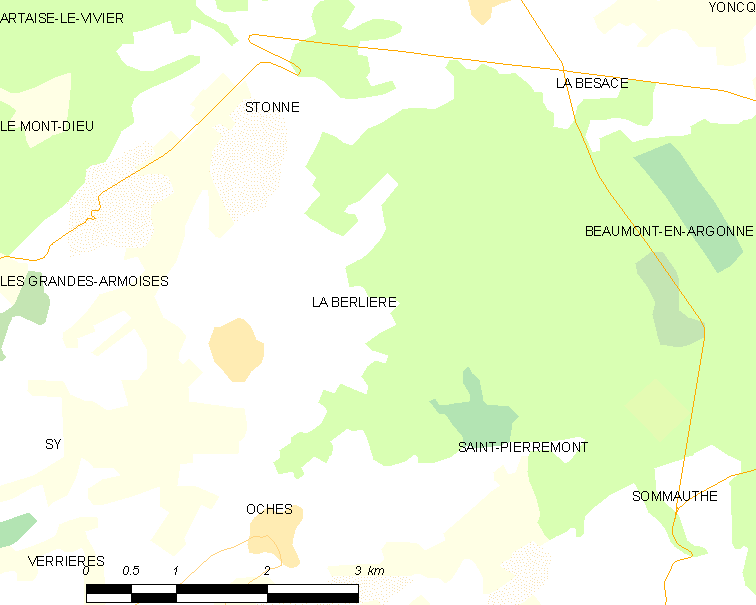
的OSM定位图

拉贝利耶尔的时区为UTC+01:00、UTC+02:00（夏令时）。

## 行政
拉贝利耶尔的邮政编码为08240，INSEE市镇编码为08061。

## 政治
拉贝利耶尔所属的省级选区为武济耶县。

## 人口

1962-2008年间人口变化图示

拉贝利耶尔于2022年1月1日时的人口数量为37人。